# Baks
Baks, (Donja Lomnica, 19. svibnja 2004.[nedostaje izvor]), pravog imena Bartol Stepanić, hrvatski je reper, tekstopisac i pjevač. Debitirao je albumom Izgubljen u novom svijetu (2020.), a popularizirao se albumom DOPAMIN zbog gostovanja tada aktualnih imena na hrvatskoj sceni, poput Hiljsona Mandele, Yung Budea i Miach, kao i zbog pjesme "mama, zaljubio sam se u njene ožiljke", koja je nedugo zatim dobila status hita među mlađom generacijom. Četvrti album, DOPAMIN 2, objavio je u veljači 2024. godine, a sadržavao je između ostalog gostovanja Mandele, Rovlija, Špira, Pekija i Goce Ripa.

## Glazbeni stil i utjecaji
Njegova glazba spaja više žanrova i zvukova, između ostalih trap, pop i pop-folk, a opisuje ju kao utjecajnu, fresh i catchy.
Kao poticaj za bavljenje trap glazbom ističe srpskog repera i pjevača Klinca, da bi potom počeo slušati i strane izvođače žanra. Kao neke od svojih najvećih glazbenih uzora ističe američke repere kao što su Travis Scott, Playboi Carti, Young Thug, Lil Uzi Vert, Lil Tecca i Lil Yachty.

## Osobni život
Glazbom se počeo baviti za vrijeme lockdowna u 2020. kada je pohađao 1. razred srednje Tehničke škole u Zagrebu. U svibnju 2023. završio je Školu za grafiku, dizajn i medijsku produkciju.

## Diskografija

### Albumi
- Izgubljen u novom svijetu (2020.)
- Nakon Svega (2021.)
- DOPAMIN (2023.)
- DOPAMIN 2 (2024.)

## Nagrade i nominacije
| Godina | Nagrada  | Kategorija | Izvođač / Djelo | Rezultat   | Ref.  |
| ------ | -------- | ---------- | --------------- | ---------- | ----- |
| 2025.  | Cesarica | Hit ožujka | "Pudlica"       | Nominacija | [ 7 ] |